# Саваи, Анна
Анна Саваи (яп. アンナ・サワイ; род. 11 июня 1992, Веллингтон, Новая Зеландия) — японская актриса, певица и танцовщица. Международную известность приобрела благодаря ролям Эль в фильме «Форсаж 9» (2021), Наоми в сериале Apple TV+ «Патинко», а также Кейт Ранду в сериале «Монарх: Наследие монстров». Дальнейшее признание получила, сыграв  Марико-сан в телесериале «Сёгун» (2024), получив за эту роль премию «Эмми» в номинации «Лучшая женская роль в драматическом сериале», тем самым став первой актрисой японского происхождения, лауреатом премии и первой актрисой азиатского происхождения, победившей в этой номинации.

## Биография
Анна Саваи родилась 11 июня 1992 года в Веллингтоне, Новая Зеландия, в семье родителей японского происхождения. Её мать занималась оперным исполнительством, позднее работала преподавателем игры на фортепиано, отец работал в компании по производству электроники. С трёх лет мать учила её играть на фортепиано и петь. В детстве семья часто переезжала из-за работы отца, жила в Гонконге и на Филиппинах, а в 10 лет поселилась в Иокогаме. У неё есть старшая сестра Рейна, балерина труппы Гонконгского балета.
В 2004 году Саваи дебютировала в токийской постановке «Энни» в роли главной героини, которая транслировалась на канале Nippon TV. В 2006 году Саваи успешно прошла прослушивание в развлекательном конгломерате Avex Inc. После этого Саваи продолжила свою актёрскую карьеру, сыграв второстепенную роль в телевизионной драме «Our Love Song» (2007), а затем дебютировала в голливудском кино в роли второго плана в нео-нуарном фильме Джеймса Мактига «Ниндзя-убийца» (2009), где она сыграла Кирико, мятежного молодого ниндзя.
Саваи продолжала получать уроки вокала и танцев на протяжении всего времени учёбы в средней школе, а затем поступила в Университет Софии. Во время учёбы была переведена на звукозаписывающий лейбл Avex Trax, а в марте 2012 года она исполнила национальный гимн Соединённых Штатов на стадионе Tokyo Dome, перед началом сезона бейсбола Высшей лиги 2012 года. Месяц спустя Саваи стала одной из участниц девичьей группы Avex Rising Angels, а в ноябре состоялась премьера клипа на её первый и единственный сингл «Make My Dreams Come True». Группа была распущена в начале 2013 года после менее чем годового промоушена, но позже, в июле того же года, Avex объявила, что Саваи вновь станет одной из вокалисток в девичьей группе Faky. Они дебютировали с синглом «Better Without You» 29 июля 2013 года.
Будучи участницей группы Faky, Саваи участвовала в ряде сольных проектов. В октябре 2015 года сыграла главную роль в клипе Эллиота Ямина на его песню «Katy». Позже в том же году Саваи сыграла роль Анжелики Нуар в видеоигре-симуляторе Style Savvy: Styling Star, и исполнила главную музыкальную тему игры, «Girls Be Ambitious». В 2018 году вернулась к актёрской деятельности, сыграв роль второго плана в мистическом сериале Colors, появившись в двух эпизодах. В мае 2018 года появилась в роли танцовщицы в ограниченном прокате постановки The Book режиссёра Фуко Такенака в составе танцевального арт-коллектива Think Tank Bang.
16 ноября 2018 года Faky объявили об уходе Саваи из группы, сославшись на её желание сосредоточиться на актёрской карьере. В последний раз она выступила с группой 20 декабря в рамках их тура Four headline.
В 2019 году Саваи сыграла Эйко, дочь босса якудзы, в британском криминальном триллере Giri/Haji. Премьера сериала состоялась на канале BBC Two в октябре, получив одобрение критиков. В том же году Саваи получила роль Эль в «Форсаже 9». После объявления о кастинге Саваи подписала контракт с WME. Съёмки фильма проходили с июня по ноябрь 2019 года, а премьера состоялась 19 мая 2021 года, получив смешанные отзывы. Фильм установил несколько рекордов кассовых сборов, заработав в мире 726 миллионов долларов,, а игра Саваи была особенно высоко оценена за то, что «держалась наравне с ветеранами франшизы».
С 2022 года Саваи исполняет главную роль Наоми в сериале Apple TV+ «Патинко», основанном на одноимённом романе Мин Джин Ли. Персонаж Наоми был создан специально для сериала. Премьера состоялась 25 марта 2022 года, получив одобрение критиков; в следующем месяце он был продлён на второй сезон. Актёрский состав сериала получил премию Independent Spirit Award. В июне 2022 года Саваи получил роль Кейт Ранды, исполнительницы главной роли в телесериале MonsterVerse компании Legendary «Монарх: Наследие монстров». Сериал стал спин-оффом фильма 2014 года «Годзилла», его премьера состоялась на Apple TV+ 17 ноября 2023 года, получив положительные отзывы критиков.
В сентябре 2021 года Саваи получила роль леди Марико в мини-сериале канала FX «Сёгун», основанном на романе Джеймса Клавелла. Премьера сериала, состоящего из десяти эпизодов, состоялась в феврале 2024 года. Саваи получила признание критиков за свою игру. New York Times отметила, что Саваи «очень убедительна и очаровательна в роли Марико», Rolling Stone пишет, что Саваи «говорит о многом каждым страдальческим взглядом на лице Марико». RogerEbert.com назвал её игру «откровенной», а Entertainment Weekly похвалил Саваи за то, что она изменила роль по сравнению с версией 1980 года, продемонстрировав «стальную силу и пылкий нрав, подходящие для более современной аудитории». The Hollywood Reporter назвал эту роль карьерным достижением актрисы: «Саваи уже несколько лет на цыпочках приближается к полноценной звёздной славе, играя роли второго плана… но эта работа кажется её появлением. Актриса так полно воплощает Марико — хрупкую, колеблющуюся душу и скрытную злодейку».

### Личная жизнь
Саваи говорит на двух языках — английском и японском. Проживает в Токио.

## Избранная фильмография
| Год  |   | Русское название  | Оригинальное название | Роль        |
| ---- | - | ----------------- | --------------------- | ----------- |
| 2024 | с | Сёгун             | Shōgun                | Тода Марико |
| 2026 | ф | Как ограбить банк | How to Rob a Bank     |             |
| 2026 | ф | Враги             | Enemies               |             |

## Награды и номинации
| Награда                                  | Год  | Категория                                                | Работа  | Результат | Ист.   |
| ---------------------------------------- | ---- | -------------------------------------------------------- | ------- | --------- | ------ |
| Pena de Prata                            | 2022 | Лучшая женская роль в драматическом сериале              | Патинко | Номинация | [ 50 ] |
| Премия «Независимый дух»                 | 2023 | Лучший актерский ансамбль в новом сериале                | Патинко | Победа    | [ 51 ] |
| Премия «Готэм TV»                        | 2024 | Выдающееся выступление в мини-сериале                    | Сёгун   | Номинация | [ 52 ] |
| Премия Ассоциации телевизионных критиков | 2024 | Личные достижения в драме                                | Сёгун   | Победа    | [ 53 ] |
| Astra TV Awards                          | 2024 | Лучшая женская роль в стриминговом драматическом сериале | Сёгун   | Ожидается | [ 54 ] |
| Премия «Эмми»                            | 2024 | Лучшая женская роль в драматическом сериале              | Сёгун   | Победа    | [ 55 ] |